# 清水 (名古屋市)
清水（しみず）は、愛知県名古屋市北区の地名である。現行行政地名としては清水一丁目から清水五丁目がある。住居表示実施済み。

## 地理
名古屋市北区南西部に位置し、東は大杉一〜三丁目・大杉町・中杉町・生駒町・城東町・水切町・神明町、西は柳原一丁目および三〜四丁目、南は東区白壁二〜三丁目、北は田幡一〜二丁目・黒川本通に接する。
現在の清水という町名は1980年（昭和55年）、清水町、深田町、西杉町などのそれぞれ一部分を町名変更により清水と定められたものである。北端には堀川、北区役所、名古屋高速道路黒川出入口があり、南端には名鉄瀬戸線清水駅、東区との区界がある。
地理的には、熱田台地の北端、濃尾平野の東端にあたり、古くは北・東側は低湿地帯、南は崖地であった。また、犬山を通る木曽街道から東片端を通って名古屋城下に入るための交通の要衝でもあった。そのため、名古屋城下に入る口ということから、清水から南へ坂を上りきったところは清水口と呼ばれ、現在でも交差点とバス停に清水口の名が残っている。

## 歴史
江戸期は名古屋城下続きの1町である志水町として存在し、名古屋村に属していた。
町は、清洲越し（慶長の頃の清洲からの名古屋への遷府）に伴って、名古屋村本郷の住人がこの地に移住してきたことによってできた（『那古野府城志』）。犬山城主に成瀬正成がついた1618年（元和4年）以降、木曽街道（稲置街道とも呼ばれた）の往来が活発化し、食品や日用品を販売する市が立つようになり、志水の地も発展していった。1693年（元禄6年）には、北の隣接地に志水蓮池新田が開墾されて、木曽街道の大坂（清水の大坂）沿いに、志水池町が成立した（『尾張徇行記』）。この志水池町と志水町との境が、春日井郡と名古屋村（愛知郡）との境界であった（『府城志』）。
町内には多くの小川が流れていた。寛文3年頃には、名古屋城へ水を流す御用水が通された。これは、堀川や黒川につながるものであり、この水を利用して染物業が行われていた。御用水そのものは、1961年（昭和36年）ころ、東急鯱バス車庫（旧三井名古屋製糸所紡績工場跡地）の建設に伴い、埋め立てられ、道路となった。現在でも、数件の染物業者が残っており、黒川などで、名古屋友禅の水洗いのイベントが行われることがある。
志水池町は、明治11年に杉出町と併せて清水町となった。この清水町は、「きよみずまち」とも呼ばれた（『明治15年字名調』）。そして1921年（大正10年）に、名古屋市東区清水町、北清水町となった。この志水池町のあった清水の大坂は、名鉄瀬戸線清水駅の東側から、南に向かって上り、空港線（国道41号）を西に渡って、再び南へ清水口交差点西側に上る坂として現在も残っている。

### 町名の由来
古くから、名古屋三名水にも数えられる清水である亀尾の清水（年魚市水）があったことからいう（『金鱗九十九之塵』）。この亀尾の清水は、現在の名鉄瀬戸線清水駅付近にあったといわれている。また、弘法大師（空海）がこの地で湧き出ていた清水を人々が汲み取っていたのを見て、清水と名づけたとの伝承もある。別表記に、志水がある。古くは、隣接して春日井郡にも、清水の地名があった。

### 沿革

#### 清水町
- 1878年（明治11年）
  - 12月20日 - 郡区町村編制法により、名古屋城下の志水町が名古屋区所属となる[5]。
  - 12月28日 - 名古屋村志水町を合併し清水町となる[4][5]。
- 1889年（明治22年）10月1日 - 市制施行に伴い、名古屋市清水町となる[5]。
- 1908年（明治41年）4月1日 - 行政区設置に伴い、東区所属となる[5]。
- 1934年（昭和9年）7月15日 - 北清水町全域および杉村町・生駒町・城東町・水切町の各一部を編入[5]。
- 1935年（昭和10年）7月1日 - 一部が深田町となる[5]。
- 1944年（昭和19年）2月11日 - 行政区変更に伴い、一部が北区所属となる[5]。
- 1980年（昭和55年）
  - 2月10日 - 東区清水町の全域が同区白壁二〜三丁目となり廃止[6]。北区清水町の一部が同区大杉一丁目・清水二丁目となる[5][1]。
  - 11月23日 - 北区清水町の残部が、道路部分を除き同区大杉一〜三丁目・清水二丁目および五丁目となり廃止[5][1]。

#### 北清水町
- 1878年（明治11年）12月28日 - 春日井郡杉村の一部（志水池町・杉出町の区域）から分離し清水町が成立[5]。
- 1889年（明治22年）10月1日 - 町村制に基づく西春日井郡清水町となる[5]。
- 1921年（大正10年）8月22日 - 名古屋市東区へ編入し、同区北清水町に改称[5]。
- 1934年（昭和9年）7月15日 - 全域が清水町に編入され廃止[5]。

#### 清水
- 1980年（昭和55年）
  - 2月10日 - 北区深田町の一部より同区清水一丁目が、清水町・深田町・船附町の各一部より清水二丁目が成立[1]。
  - 11月23日 - 以下の通り、清水三〜五丁目が成立、および清水一〜二丁目の町域を拡張[1]。
    - 一丁目 - 深田町・柳原町の各一部
    - 二丁目 - 清水町・深田町・船附町・大杉町・西杉町・豆園町・元柳原町・八坪町の各一部
    - 三丁目 - 杉村町・深田町・元柳原町・八坪町の各一部
    - 四丁目 - 金作町・杉村町・田幡町・元柳原町・八坪町の各一部
    - 五丁目 - 金作町・西杉町・志賀町・清水町・神明町・杉村町・八坪町の各一部

## 世帯数と人口
2019年（平成31年）1月1日現在の世帯数と人口は以下の通りである。
| 丁目       | 世帯数    | 人口    |
| ---------- | --------- | ------- |
| 清水一丁目 | 154世帯   | 308人   |
| 清水二丁目 | 586世帯   | 1,034人 |
| 清水三丁目 | 503世帯   | 989人   |
| 清水四丁目 | 287世帯   | 603人   |
| 清水五丁目 | 690世帯   | 1,389人 |
| 計         | 2,220世帯 | 4,323人 |

### 人口の変遷
国勢調査による人口の推移
| 2000年（平成12年） | 4,405人 | [ WEB 7 ]  |  |
| 2005年（平成17年） | 4,447人 | [ WEB 8 ]  |  |
| 2010年（平成22年） | 4,469人 | [ WEB 9 ]  |  |
| 2015年（平成27年） | 4,405人 | [ WEB 10 ] |  |

## 学区
市立小・中学校に通う場合、学校等は以下の通りとなる。また、公立高等学校に通う場合の学区は以下の通りとなる。なお、小学校は学校選択制度を導入しておらず、番毎で各学校に指定されている。
| 丁目       | 番・番地等 | 小学校                                    | 中学校                 | 高等学校 |
| ---------- | ---------- | ----------------------------------------- | ---------------------- | -------- |
| 清水一丁目 | 全域       | 名古屋市立清水小学校                      | 名古屋市立八王子中学校 | 尾張学区 |
| 清水二丁目 | 全域       | 名古屋市立大杉小学校 名古屋市立清水小学校 | 名古屋市立八王子中学校 | 尾張学区 |
| 清水三丁目 | 全域       | 名古屋市立清水小学校                      | 名古屋市立八王子中学校 | 尾張学区 |
| 清水四丁目 | 全域       | 名古屋市立清水小学校                      | 名古屋市立八王子中学校 | 尾張学区 |
| 清水五丁目 | 全域       | 名古屋市立大杉小学校 名古屋市立清水小学校 | 名古屋市立八王子中学校 | 尾張学区 |

## 交通
町の中央を南北に、名古屋高速1号楠線と空港線（国道41号）が貫いていて、東西に、出来町通（愛知県道215号田籾名古屋線）が貫いている。
鉄道では、名鉄瀬戸線が南端を東西に横断しており清水駅がある。昭和40年代までは、国道41号上を市電が走っていた。町の北端は、先述の清水駅よりも、名古屋市営地下鉄名城線の黒川駅に近く、西端は柳原を通って同線の名城公園駅を利用するほうが近い。

## 主な施設

### 清水一丁目

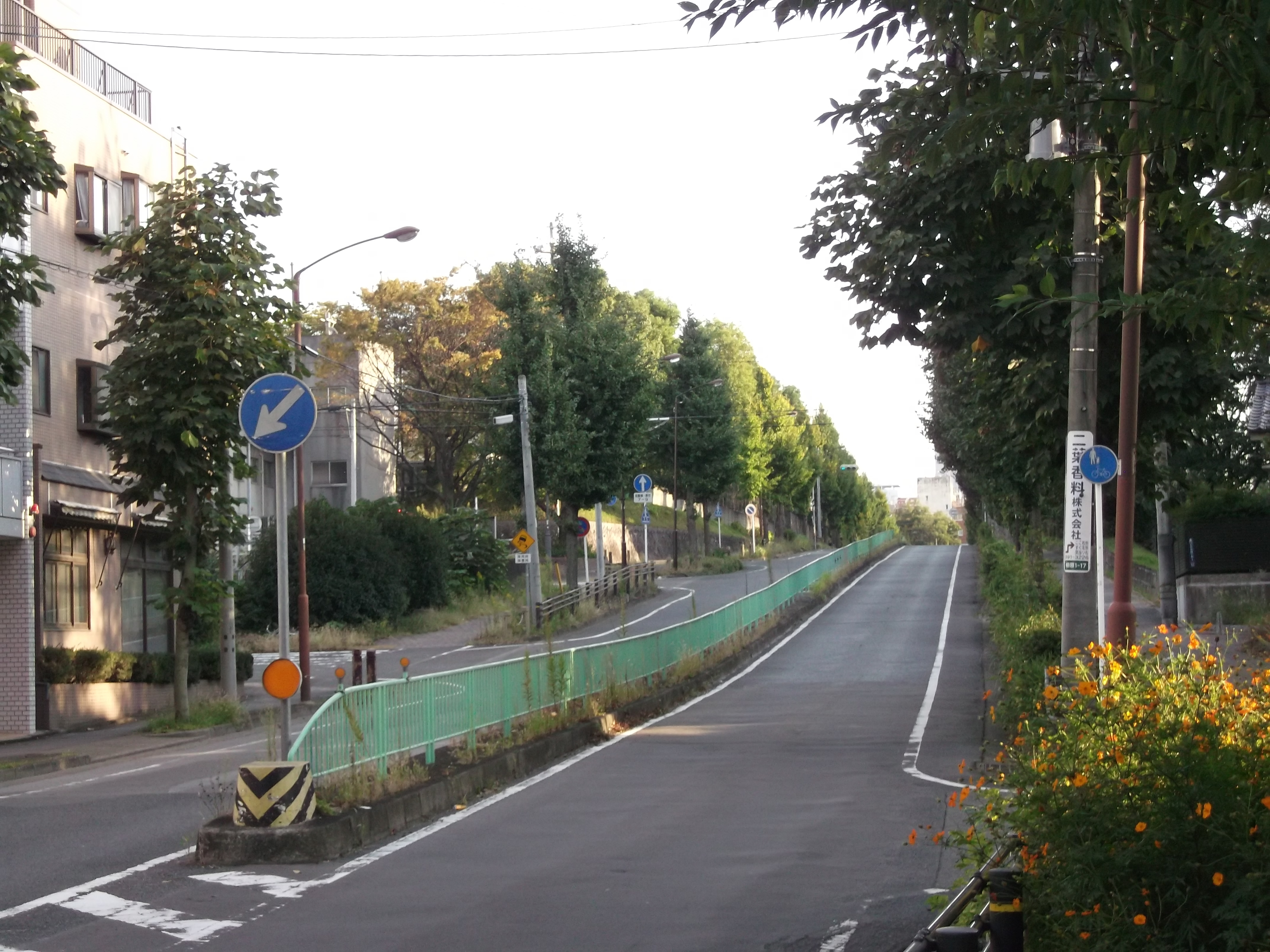
枳穀坂

- 枳殻坂
- 愛知健康増進財団
- 第七どんぐり広場
- 名北労働基準協会
- 丸美屋食品工業名古屋支店

- 枳穀坂

### 清水二丁目
- 名鉄瀬戸線清水駅
- 解脱寺（げだつじ） - 清水二丁目12番2号[7]

松尾芭蕉が句会を開いたことがある寺。楞枷山と号す。臨済宗妙心寺派に属する。1657年（明暦3年）に成瀬正虎が薬師堂・小庵を結んだ。1709年（宝永6年）、名古屋白林寺の支配下となり、白林寺の先住楞山の住居として使われたが、1724年（享保9年）に至り津島社の社僧大善坊なる廃寺を再興し、現名の楞枷山解脱寺となったとされる。
- 開闡寺（かいせんじ） - 清水二丁目16番22号
- 八王子神社

1880年（明治13年）の明治天皇清水御小休所が移築保存されていた（碑が残る）。
- 名古屋清水郵便局 - 清水二丁目20番9号
- 中日信用金庫本店
- 白龍酒造（2008年3月閉店）
- 西杉公園
- 西光寺
- 二南どんぐり広場
- 清水南公園

1978年（昭和53年）6月25日供用開始。

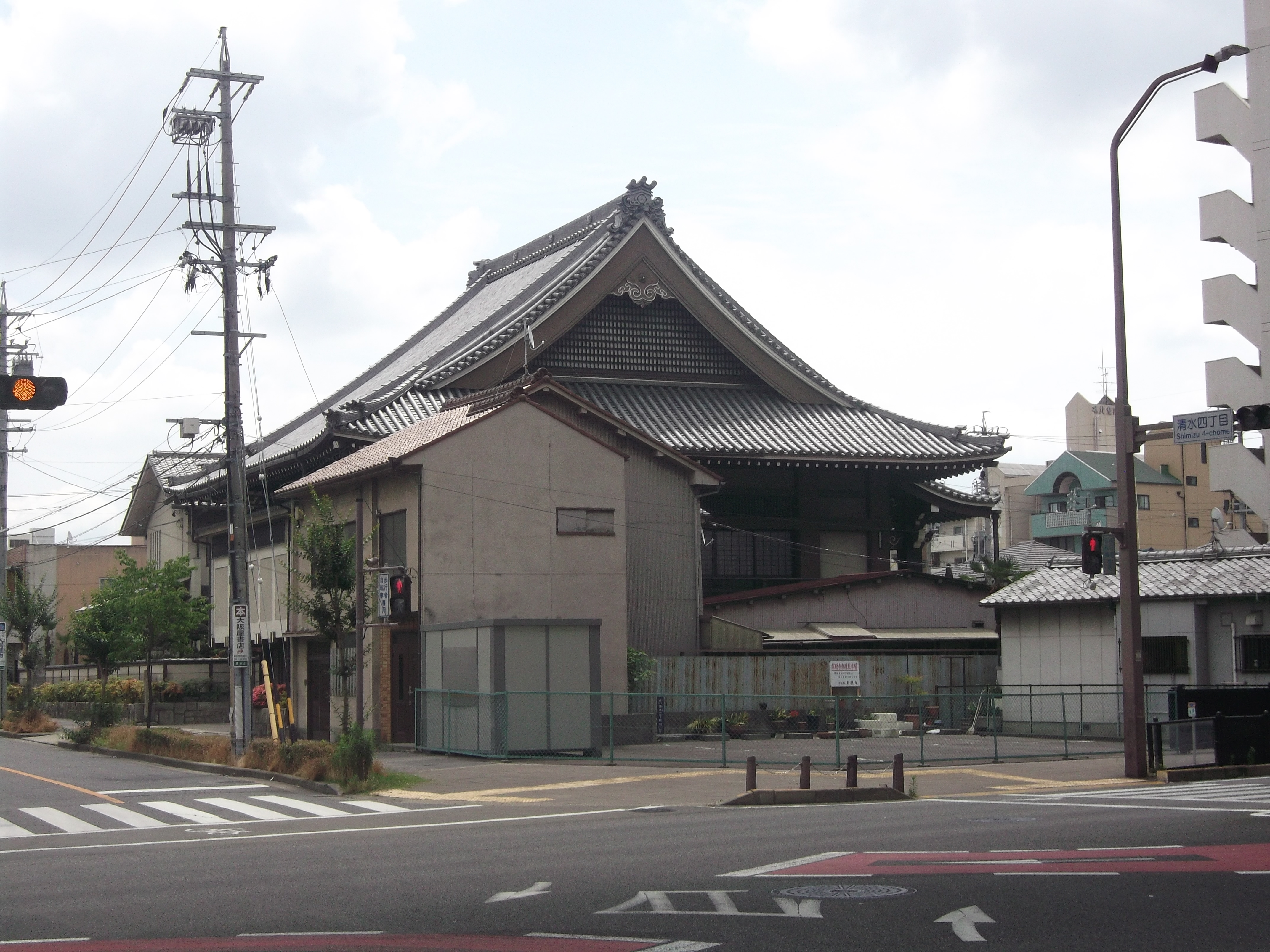
解脱寺（2014年6月）
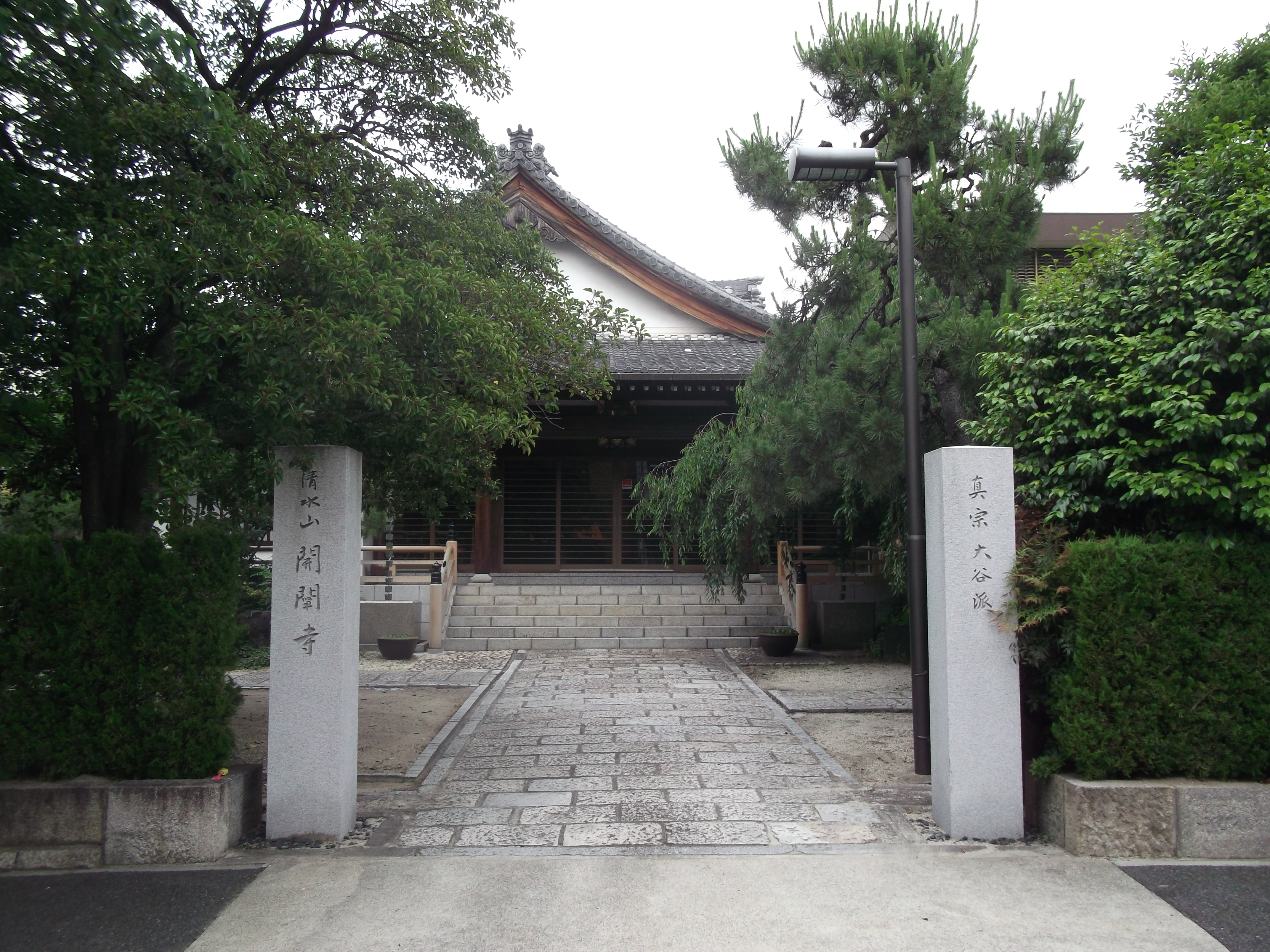
開闡寺（2014年6月）
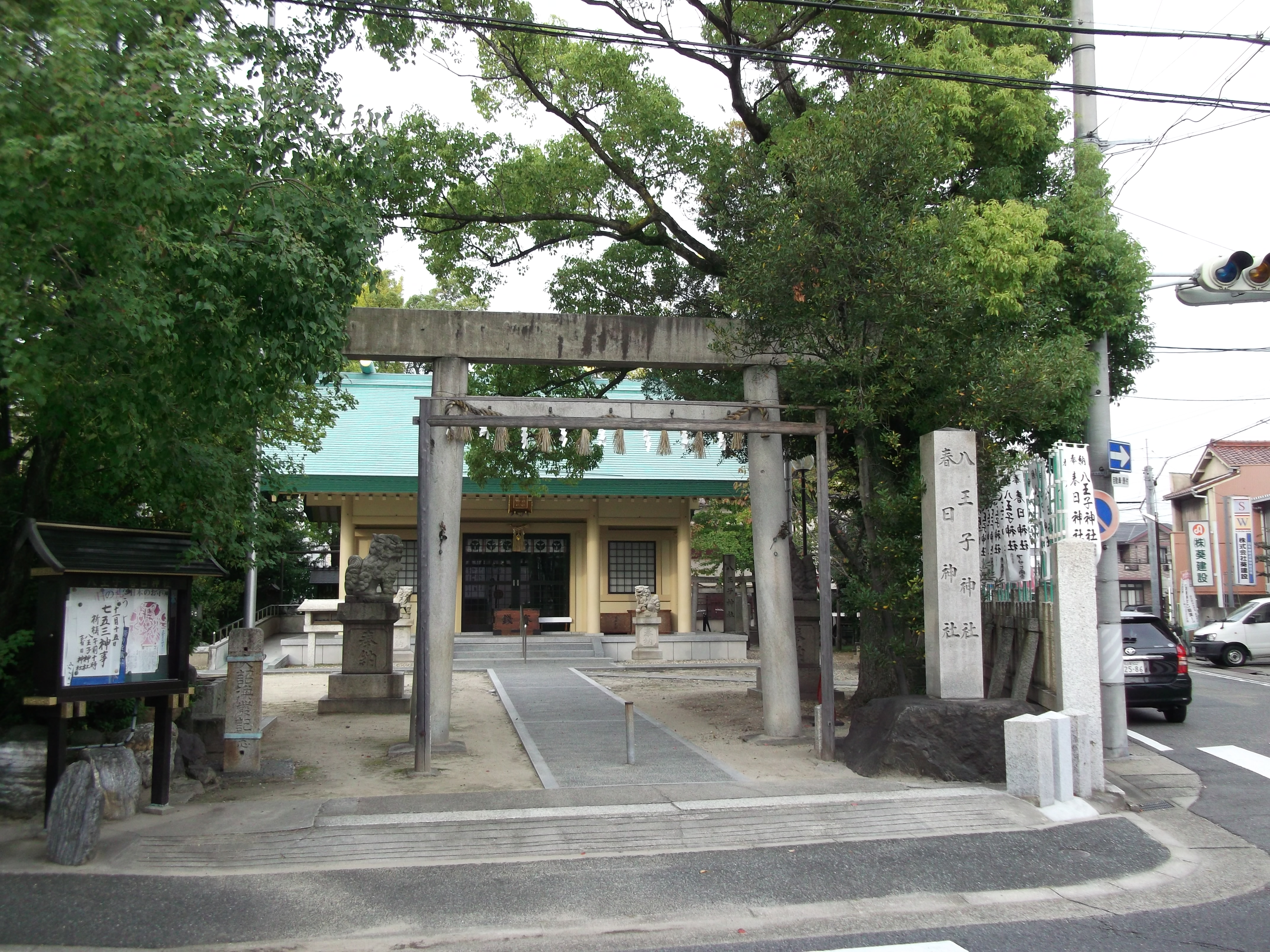
八王子神社（2013年10月）

### 清水三丁目

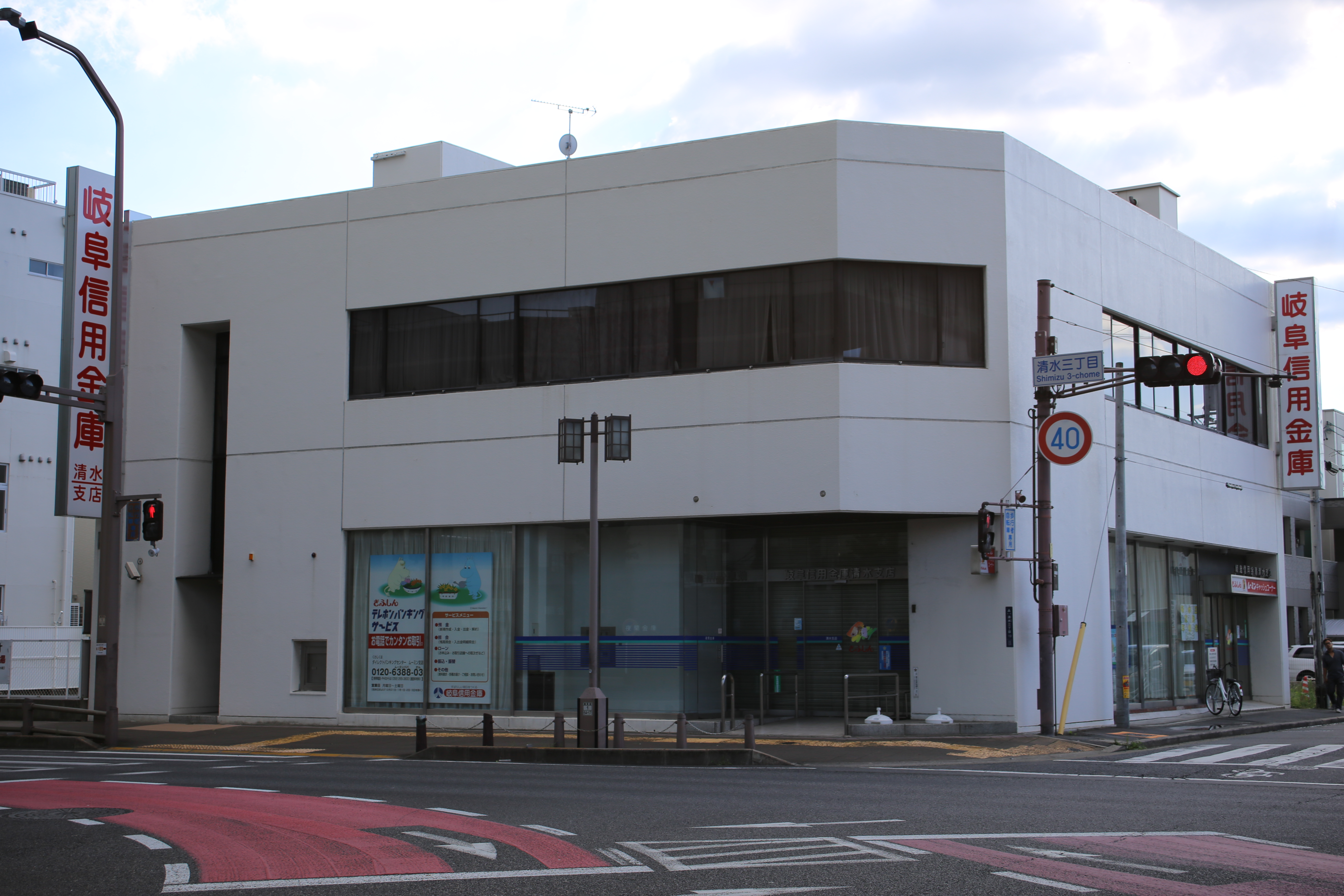
岐阜信用金庫清水支店
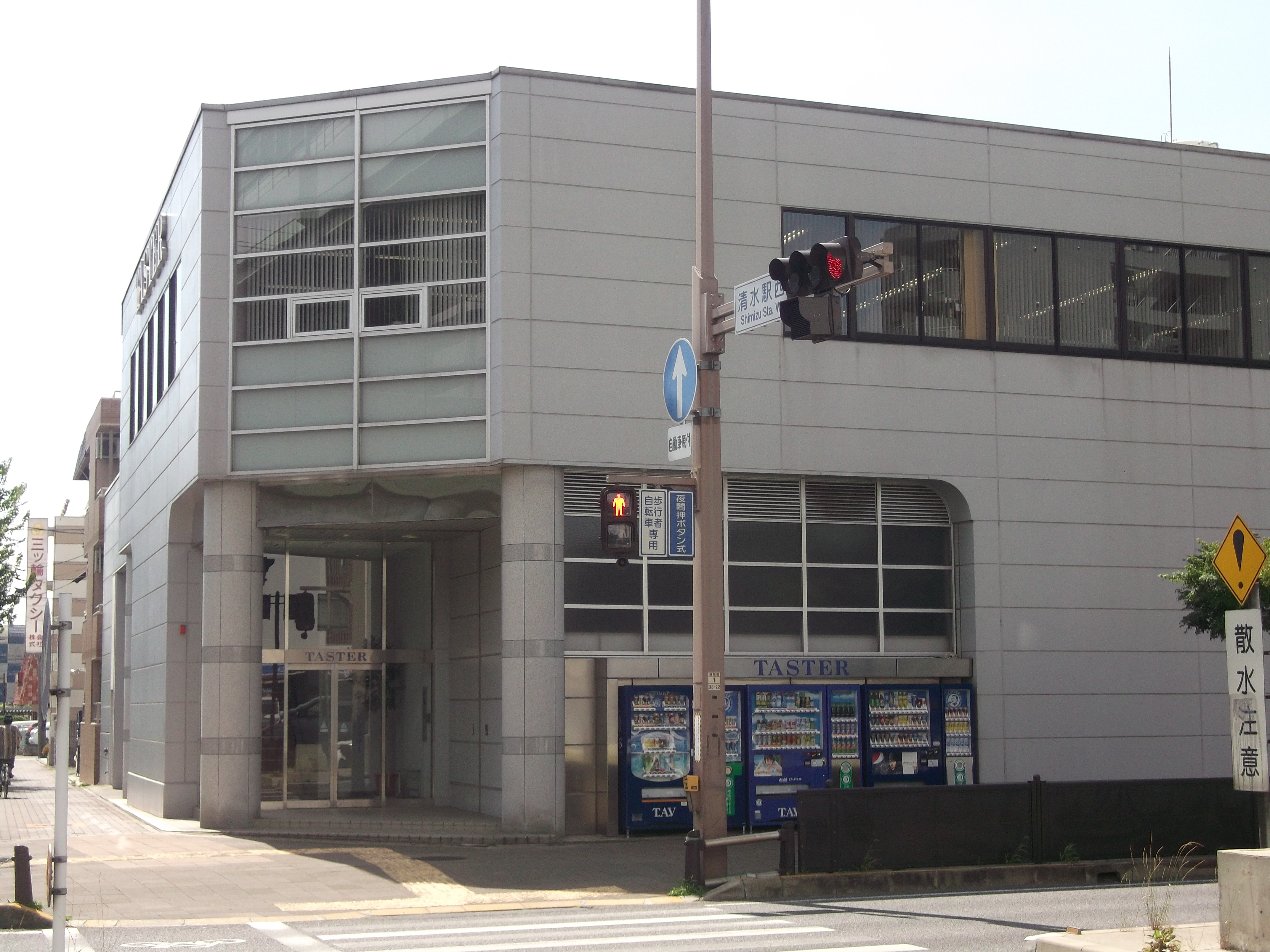
テイスター本社
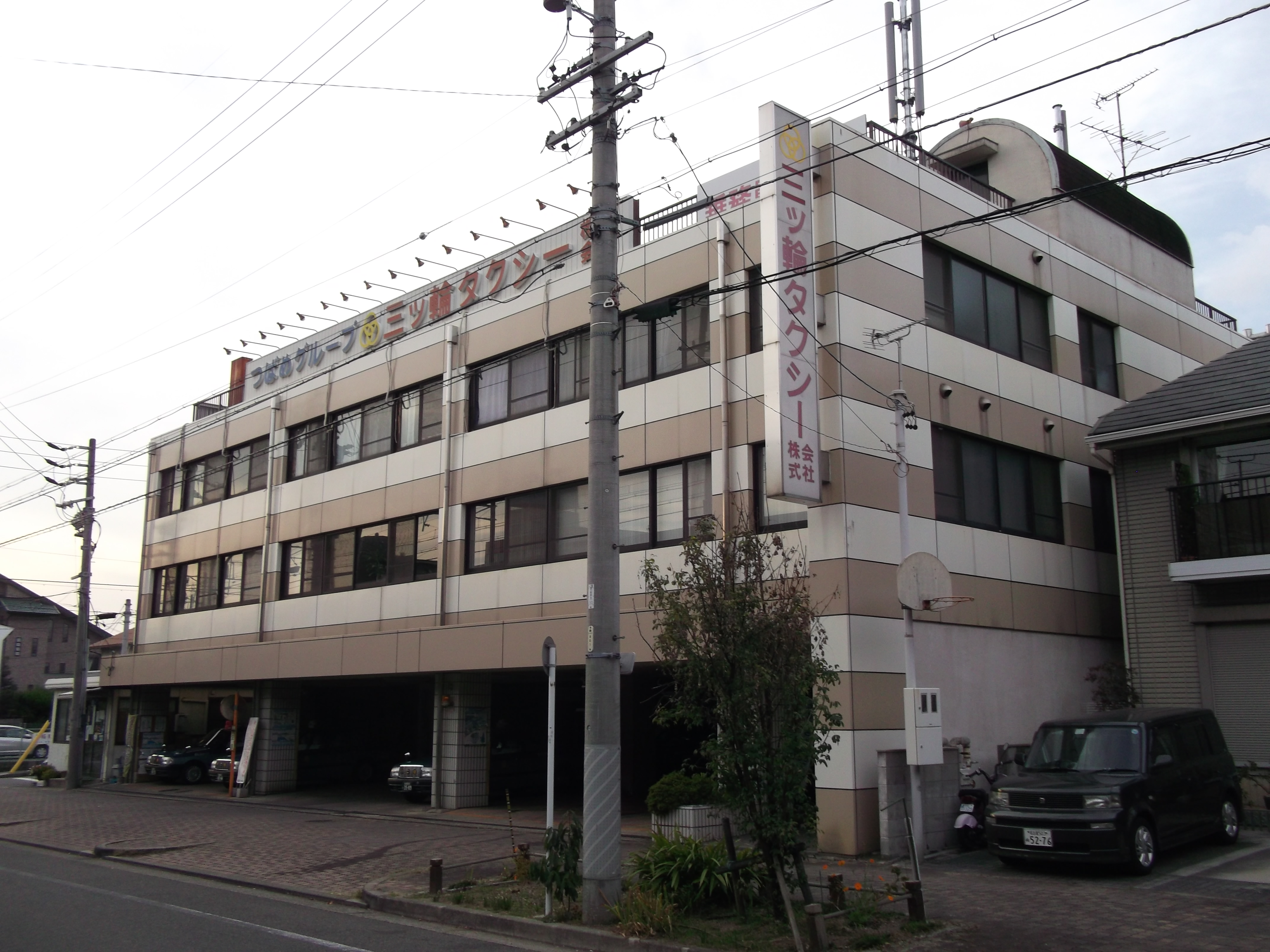
三ツ輪タクシー本社
- 八坪南公園

1982年（昭和57年）4月1日供用開始。
- 深田公園

1982年（昭和57年）4月1日供用開始。
- 西杉公園

1984年（昭和59年）3月31日供用開始。
- 岐阜信用金庫清水支店
- テイスター本社
- 三ツ輪タクシー本社

### 清水四丁目
- 名古屋高速1号楠線黒川出入口

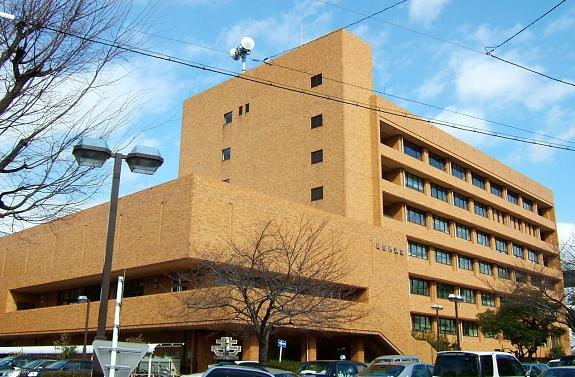
名古屋市立八王子中学校
- 名古屋市北区役所 - 清水四丁目17番1号
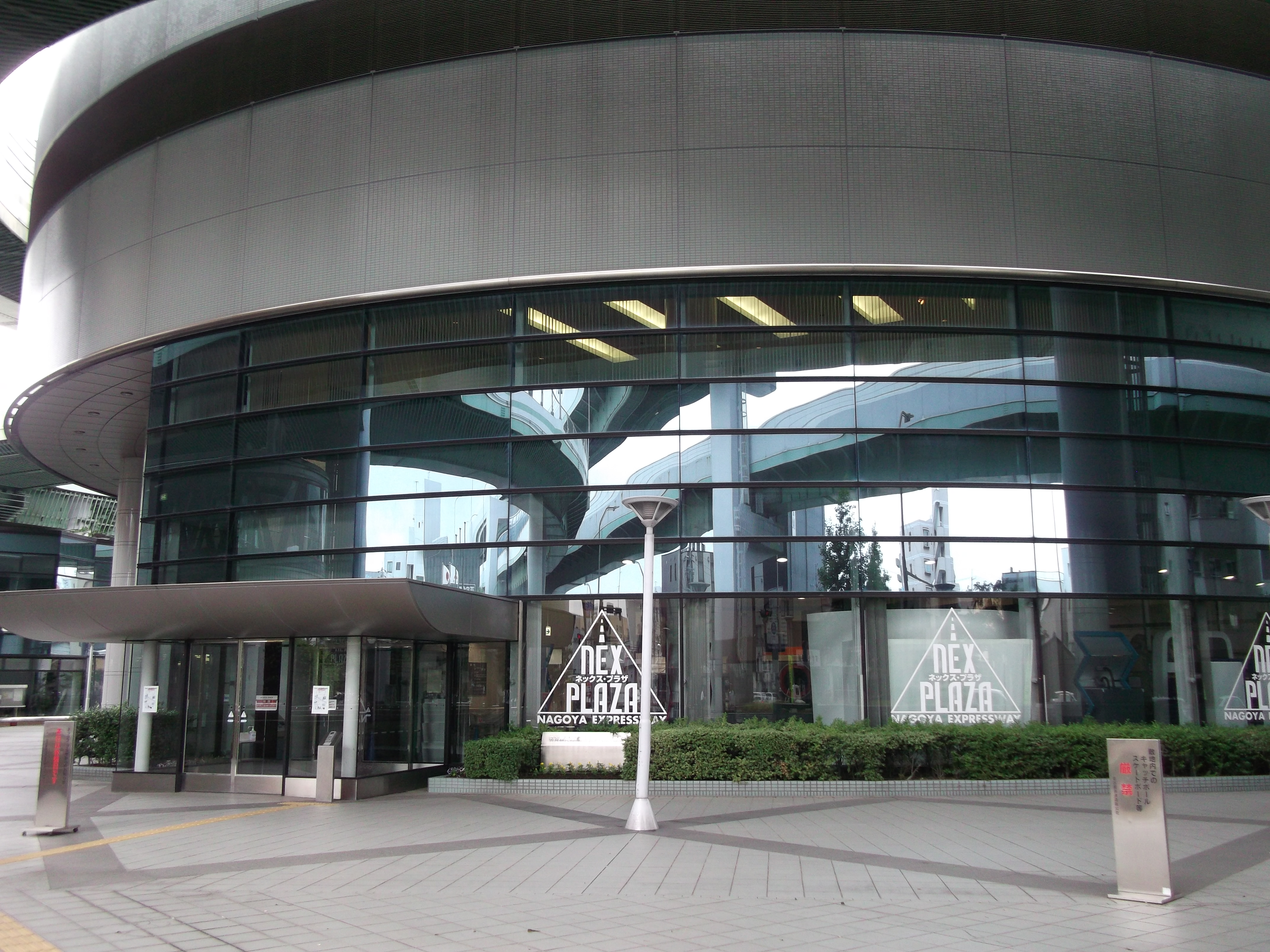
ネックス・プラザ
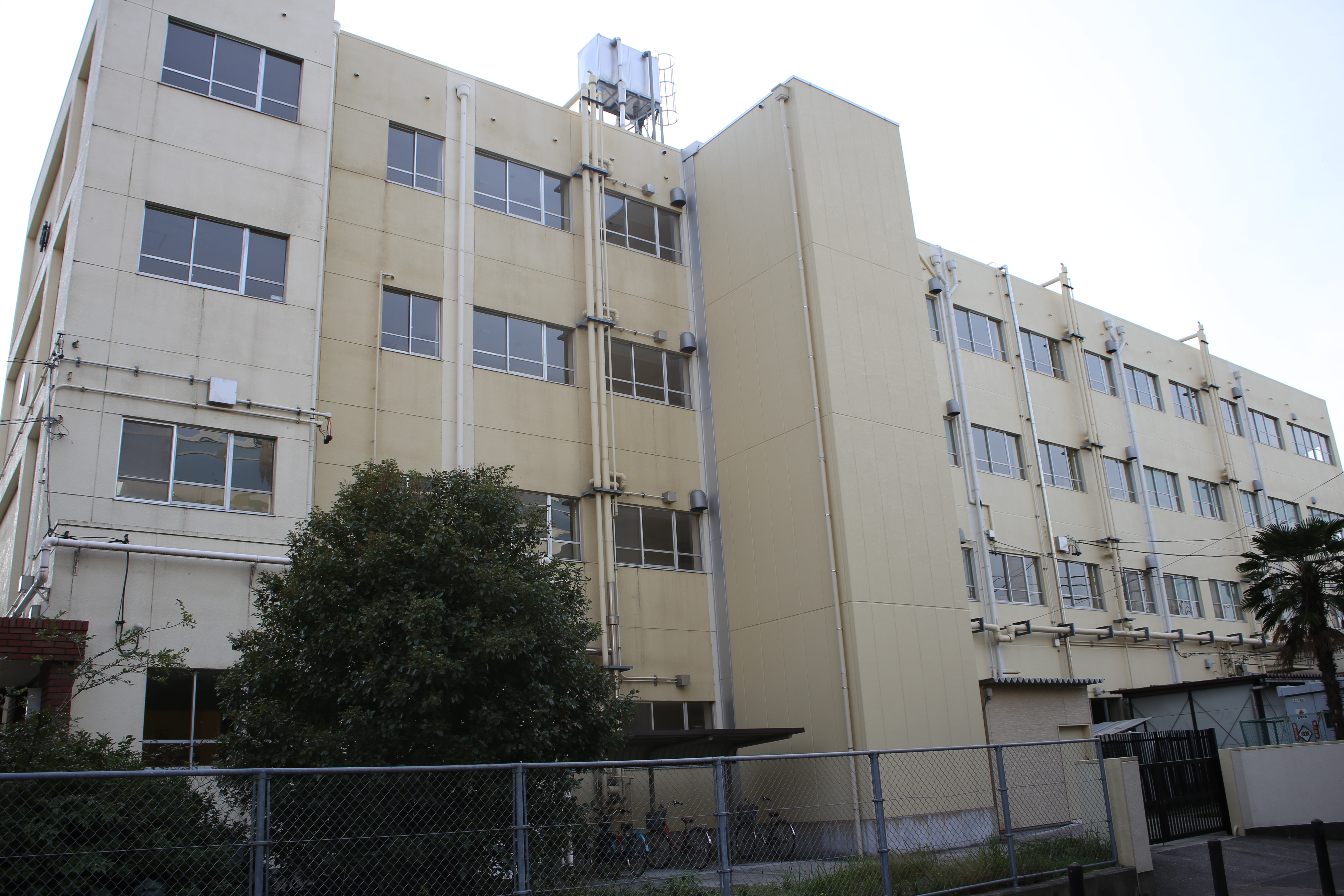
名古屋市立八王子中学校

- 平安会館黒川斎場
- アルフレッサ名古屋支店
- 八坪北公園

1983年（昭和58年）4月1日供用開始。
- 金作公園

1980年（昭和55年）4月1日供用開始。
- 名古屋市北区役所
- ネックス・プラザ
- 名古屋市立八王子中学校

### 清水五丁目

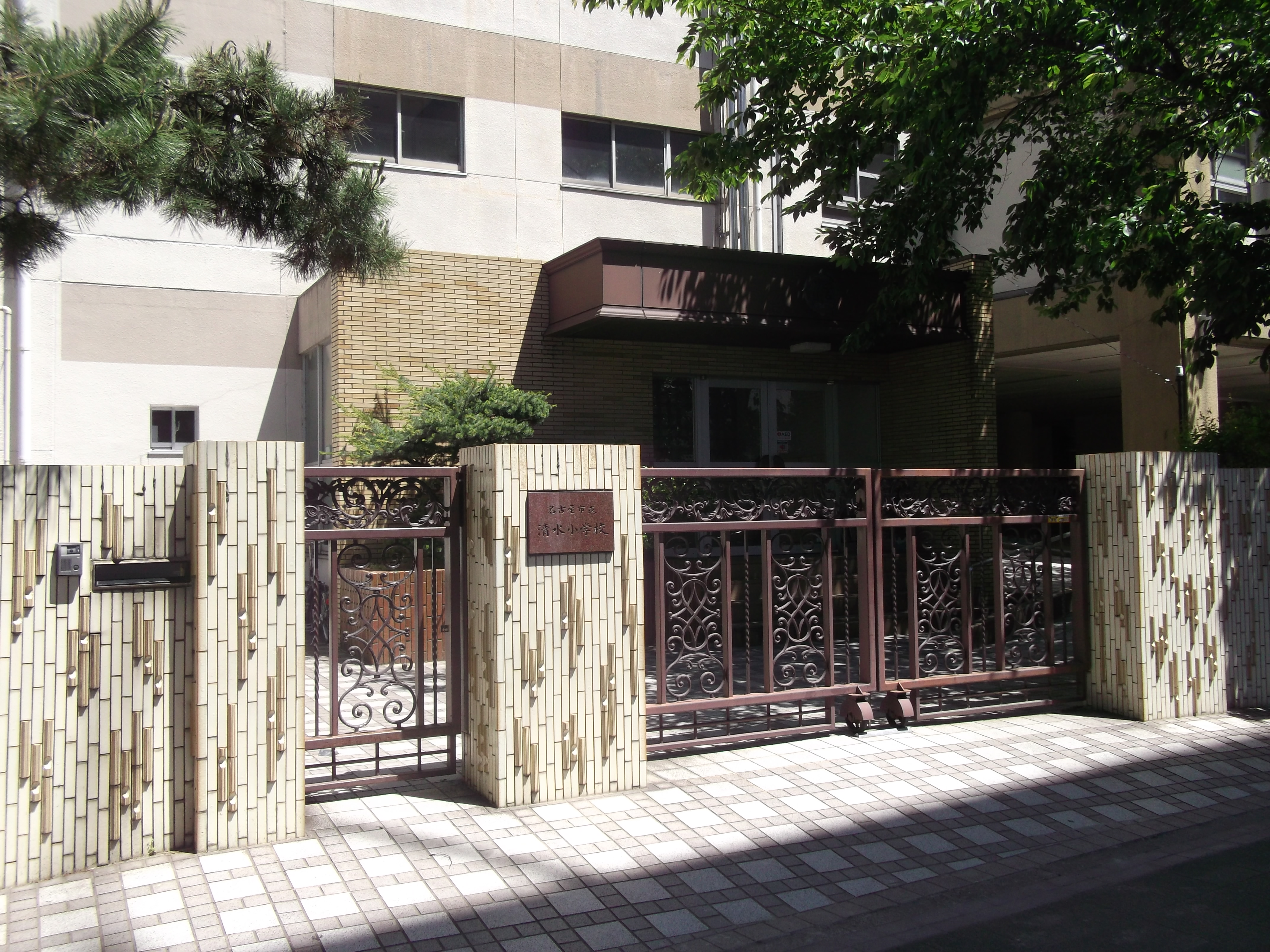
名古屋市立清水小学校
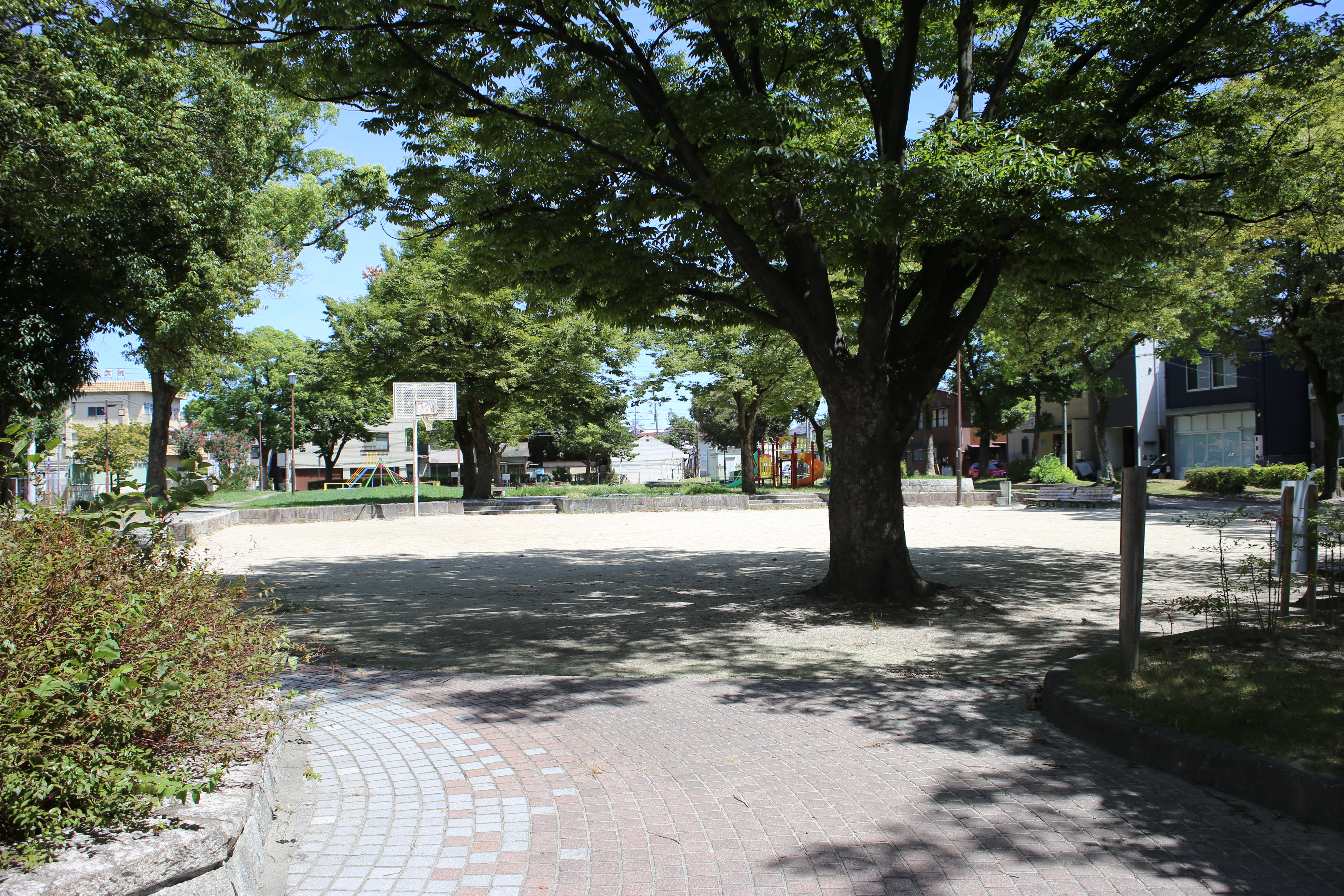
名古屋北税務署 - 清水五丁目6番16号
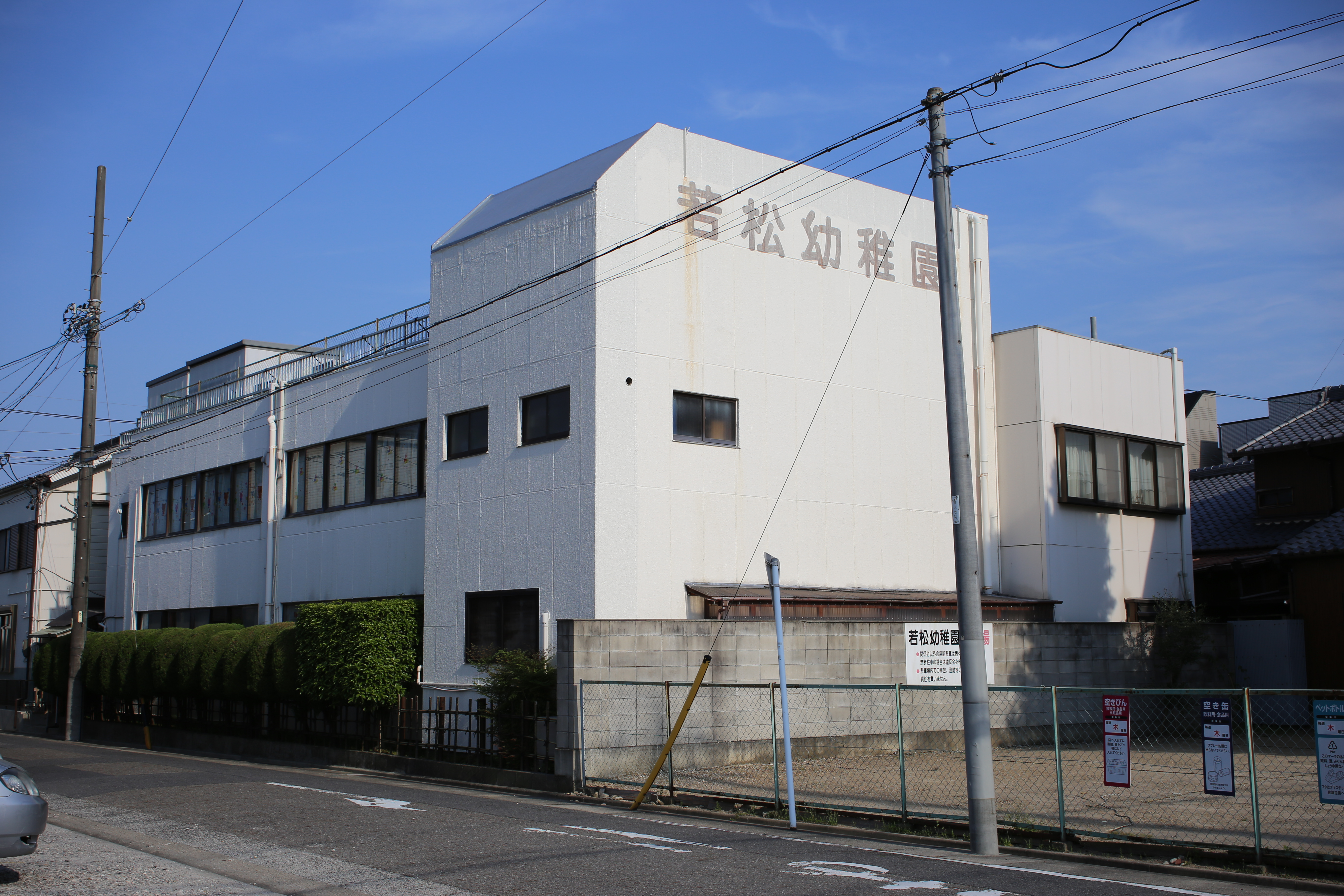
若松幼稚園
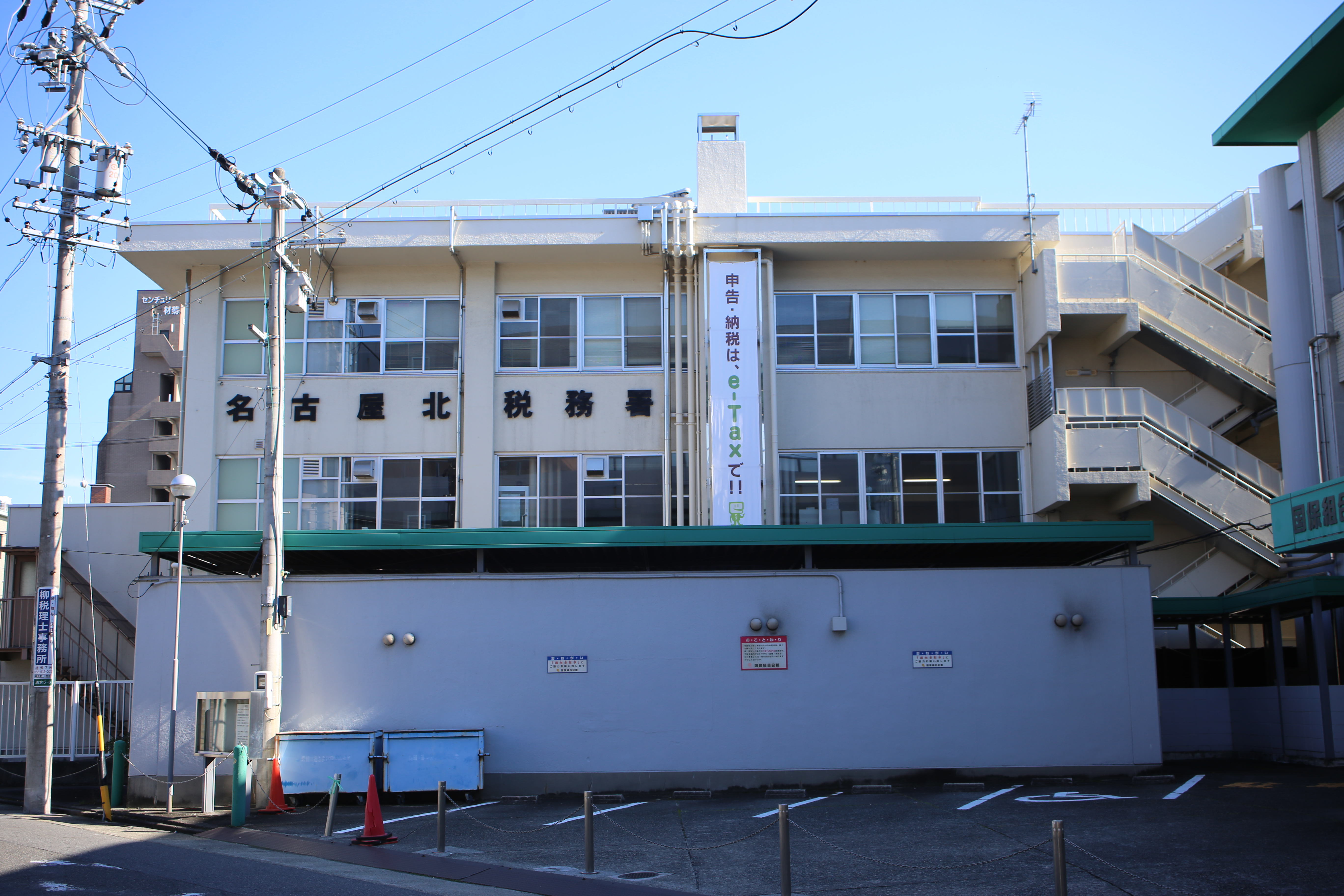
名古屋北税務署
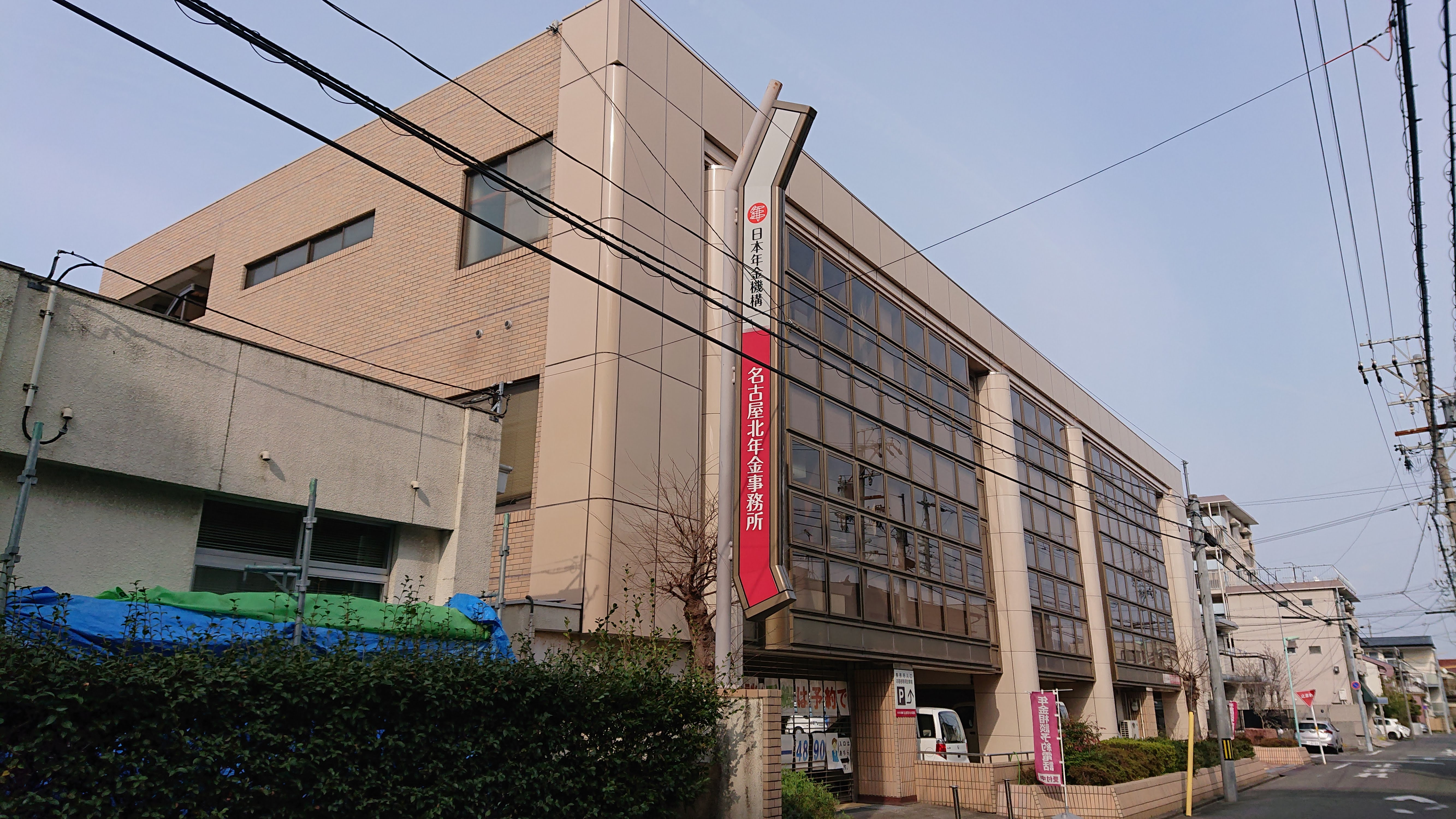
日本年金機構名古屋北年金事務所
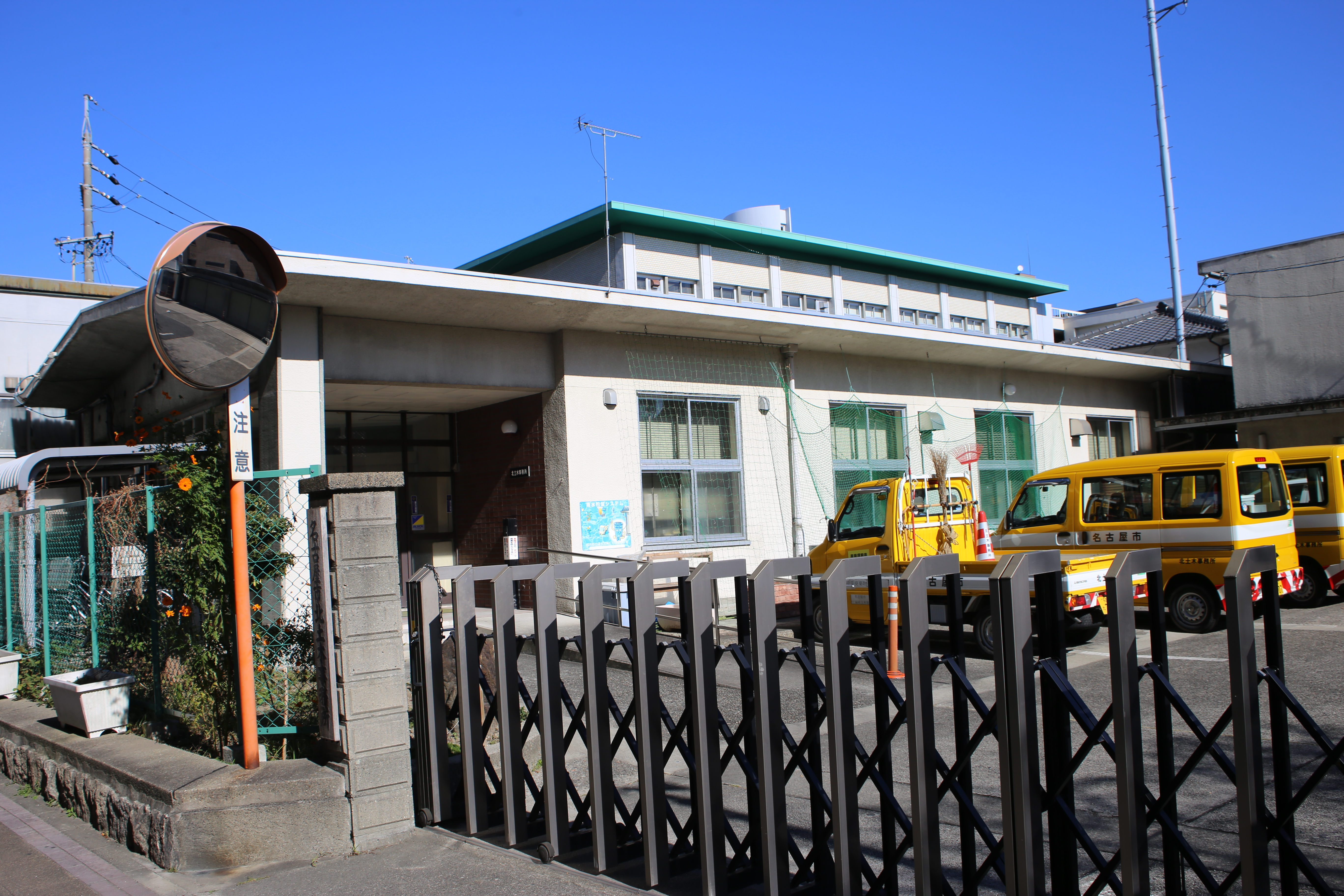
名古屋市北土木事務所

- 清水公園

1956年（昭和31年）10月15日供用開始。
- 北警察署清水交番
- 若松幼稚園
- 老松寺
- 日本年金機構名古屋北年金事務所
- 名古屋市北土木事務所
- ヤマナカ清水店
- 清水北公園

1984年（昭和59年）11月20日供用開始。
- 名古屋市立清水小学校
- 清水公園
- 若松幼稚園
- 名古屋北税務署
- 日本年金機構名古屋北年金事務所
- 名古屋市北土木事務所

## 出身人物
- 松川浩明(愛知県議、清水町出身)[9]

## その他

### 日本郵便
- 郵便番号 : 462-0844[WEB 3]（集配局：名古屋北郵便局[WEB 14]）。

### WEB
1. ↑  “愛知県名古屋市北区の町丁・字一覧”.   人口統計ラボ. 2017年10月7日閲覧。
2. 1 2  “町・丁目(大字)別、年齢(10歳階級)別公簿人口(全市・区別)”.   名古屋市 (2019年1月23日). 2019年1月23日閲覧。
3. 1 2  “郵便番号”.  日本郵便. 2019年1月6日閲覧。
4. ↑  “市外局番の一覧”.   総務省. 2019年1月6日閲覧。
5. ↑  名古屋市役所市民経済局地域振興部住民課町名表示係 (2015年10月21日). “北区の町名一覧”.   名古屋市. 2017年10月7日閲覧。
6. ↑  “北区の町名一覧”.   名古屋市 (2015年10月21日). 2019年1月12日閲覧。
7. ↑  名古屋市役所総務局企画部統計課統計係 (2005年7月1日). “（刊行物）名古屋の町(大字)・丁目別人口 (平成12年国勢調査) 北区” (xls). 2017年10月8日閲覧。
8. ↑  名古屋市役所総務局企画部統計課統計係 (2007年6月29日). “平成17年国勢調査　名古屋の町(大字)別・年齢別人口 北区” (xls). 2017年10月8日閲覧。
9. ↑  名古屋市役所総務局企画部統計課統計係 (2012年6月29日). “平成22年国勢調査　名古屋の町(大字)別・年齢別人口 北区” (xls). 2017年10月8日閲覧。
10. ↑  名古屋市役所総務局企画部統計課統計係 (2017年7月7日). “平成27年国勢調査　名古屋の町(大字)別・年齢別人口” (xls). 2017年10月8日閲覧。
11. ↑  “市立小・中学校の通学区域一覧”.   名古屋市 (2018年11月10日). 2019年1月14日閲覧。
12. ↑  “平成29年度以降の愛知県公立高等学校（全日制課程）入学者選抜における通学区域並びに群及びグループ分け案について”.   愛知県教育委員会 (2015年2月16日). 2019年1月14日閲覧。
13. 1 2 3 4 5 6 7 8  “都市公園の名称、位置及び区域並びに供用開始の期日” (2019年5月1日). 2019年11月3日閲覧。
14. ↑  郵便番号簿 平成29年度版 - 日本郵便. 2019年01月06日閲覧 (PDF)

### 書籍
1. 1 2 3 4 5  名古屋市計画局 1992, p. 748.
2. ↑  「角川日本地名大辞典」編纂委員会 1989, p. 1451.
3. 1 2  「角川日本地名大辞典」編纂委員会 1989, p. 650.
4. 1 2 3  名古屋市計画局 1992, p. 183.
5. 1 2 3 4 5 6 7 8 9 10 11 12 13  名古屋市計画局 1992, p. 747.
6. ↑  名古屋市計画局 1992, p. 738.
7. ↑  平凡社地方資料センター 1981.
8. 1 2 3 4  平凡社地方資料センター 1981, p. 110.
9. ↑  『愛知県人物・人材情報リスト 2021(第1巻)』日外アソシエーツ 2020年10月 207頁